# Louis Liotti
Louis Liotti (* 25. Mai 1985 in Westbury, New York) ist ein ehemaliger US-amerikanischer Eishockeyspieler, der im Verlauf seiner aktiven Karriere zwischen 2003 und 2015 unter anderem annähernd 180 Spiele in der ECHL auf der Position des Verteidigers bestritten hat. Darüber hinaus war Liotti auch in der dänischen, italienischen und polnischen Liga aktiv.

## Karriere
Louis Liotti begann seine Karriere als Eishockeyspieler bei den Sioux City Musketeers, für die er von 2003 bis 2005 in der Juniorenliga United States Hockey League (USHL) aktiv war. Anschließend spielte er vier Jahre lang für die Mannschaft der Northeastern University in der Universitätsliga Hockey East. Dort konnte der Verteidiger überzeugen, so dass er anschließend einen Vertrag bei den Worcester Sharks aus der American Hockey League (AHL) erhielt, für die er in der Saison 2009/10 sein Debüt im professionellen Eishockey gab. Nach fünf Spielen in der AHL wurde er jedoch an Worcesters Farmteam, die Kalamazoo Wings, in die ECHL abgegeben. In der Spielzeit 2010/11 lief Liotti überwiegend für die Reading Royals in der ECHL aufs Eis, absolvierte jedoch auch ein paar Begegnungen für die Lake Erie Monsters und Bridgeport Sound Tigers.
Im Juli 2012 entschied sich Liotti, Nordamerika zu verlassen und seinen ersten Vertrag in Europa bei EfB Ishockey aus der dänischen AL-Bank Ligaen zu unterzeichnen. Vor der Saison 2013/14 kehrte Liotti nach Nordamerika zurück und nahm am Trainingslager der Utica Comets teil. Dort erhielt er jedoch keinen Vertrag, kehrte nach Europa zurück und wurde im Oktober 2013 mit einem Einjahresvertrag beim italienischen Klub WSV Sterzing Broncos aus der Elite.A verpflichtet. Nachdem der Abwehrspieler die Spielzeit 2014/15 bei KS Cracovia in der Polska Hokej Liga (PHL) verbracht hatte, beendete der 30-Jährige seine aktive Karriere im Sommer 2015.

## Erfolge und Auszeichnungen
- 2009 Hockey East Best Defensive Defenseman

## Karrierestatistik
(Legende zur Spielerstatistik: Sp oder GP = absolvierte Spiele; T oder G = erzielte Tore; V oder A = erzielte Assists; Pkt oder Pts = erzielte Scorerpunkte; SM oder PIM = erhaltene Strafminuten; +/− = Plus/Minus-Bilanz; PP = erzielte Überzahltore; SH = erzielte Unterzahltore; GW = erzielte Siegtore; 1 Play-downs/Relegation; Kursiv: Statistik nicht vollständig)